# Marcel Dyf
Marcel Dyf, pseudonyme de Marcel Dreyfus, né à Paris le 7 octobre 1899 et mort à Bois d’Arcy le 15 septembre 1985, est un peintre français.

## Biographie
Marcel Dyf naît dans le 11e arrondissement de Paris le 7 octobre 1899 dans une famille d'industriels originaires d’Alsace et montre très tôt une habileté pour le dessin et la peinture. Il effectue toutefois de solides études d'ingénieur aux Arts et Métiers.
À la suite d'un séjour au Maroc pour des travaux de construction portuaire, il est séduit par la lumière et les paysages. Il décide alors de se consacrer à la peinture. En 1923, il s’installe dans le Midi, à Arles puis à Saint-Paul-de-Vence, où il restera une vingtaine d’années. Son œuvre pictural comporte des scènes de la vie populaire et du folklore arlésien et camarguais. Il réalise en particulier les peintures murales des mairies des Saintes-Maries-de-la-Mer et de Saint-Martin-de-Crau. Pendant la Seconde Guerre mondiale, il entre en résistance dans les maquis, puis la guerre terminée se partage entre son atelier de Paris et le Midi.
À Cannes en 1954, il épouse Claudine. En 1959, il s'installe en région parisienne à Bois d'Arcy où il travaillera jusqu'à sa mort. Il expose au Salon des artistes français, au Salon d'automne et au Salon des Tuileries et sur la Côte d’Azur. À partir de 1955, il est représenté par la galerie Frost and Reed de Londres qui expose toujours ses œuvres. Dès 1956, son talent mieux reconnu le conduit sur la scène internationale.
Marcel Dyf meurt le 15 septembre 1985.

## Style, œuvres et postérité
Les fleurs et les femmes, les scènes folkloriques, les paysages provençaux et bretons l'ont inspiré. Insensible aux courants artistiques de son époque, il pratique une peinture tardivement influencée par le style impressionniste. Yvan Audouard, qui l'a bien connu, écrit : « Il était le charme fait homme et cela faillit faire du tort à sa peinture. Elle donnait l’impression d’une telle facilité qu’elle paraissait superficielle alors qu’elle était savante, exigeante, rigoureuse et concertée. C’est ce qui, au fil des années, apparaît de plus en plus clairement. Et on mesure à quel point elle était audacieuse. »[réf. nécessaire]
La Ville d'Arles a rendu un hommage Marcel Dyf lors d'une exposition en 1962 et l'écomusée de Saint-Martin-de-Crau a fait une rétrospective de ce peintre en 1995.